# Retino

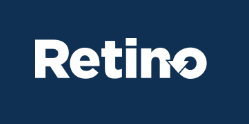
Logo Retina

Retino je český startup, který se zabývá vývojem modulárního SaaS software pro efektivní správu zpětných (RMA) procesů v e-commerce (např. odstoupení od kupní smlouvy, reklamací, servisních požadavků). Startup byl založen roce 2017 Petrem Borošem a Kryštofem Řeháčkem.

## Funkce

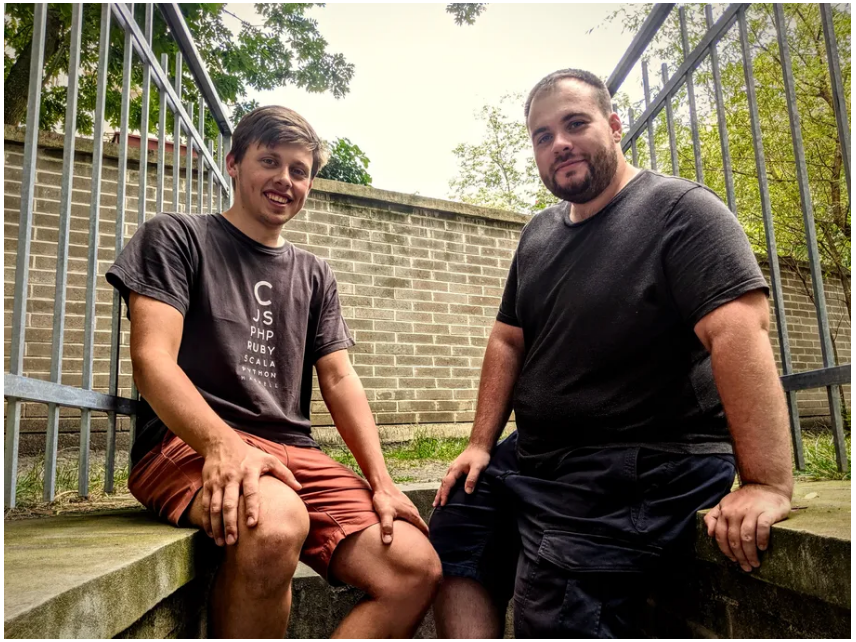
Zakladatelé společnosti Retino Petr Boroš a Kryštof Řeháček

Primárním účelem Retino software je nahrazení manuální práce (realizované převážně pomocí e-mailové a telefonické komunikace) automatizovaným vratkovým formulářem (modul Retino Portál), skrze který se zákazník e-shopu samostatně odbaví a založí nový případ v Retino administraci. Operátor e-shopu může v administraci Retino následně s každým případem samostatně pracovat.
Retino funguje jako modulární SaaS software, mezi jehož hlavní funkce patří:
- možnost samozaložení případu zákazníkem
- možnost sledování případu zákazníkem online
- automatické vystavování dokumentů
- možnost objednání zpětné dopravy zákazníkem
- automatická e-mailová komunikace e-shopu se zákazníkem
- analytika zpětných procesů (statistiky, reporting, analýza důvodů vracení zboží)
- automatizace refundací (vracení peněz zákazníkovi po odstoupení od kupní smlouvy)

## Uživatelé
Retino je dostupné jako jeden z doplňků na několika českých e-commerce platformách. Mezi největší patří česká e-shopová platforma Shoptet.cz.

## Historie
Retino vzniklo jako společnost s.r.o. v roce 2017, od té doby sídlí v Praze. Tentýž rok bylo také vybráno do osmého kola akcelerátoru StartupYard. V roce 2018 společnost zvítězila v soutěži Startup roku (Česká spořitelna), kde se již předchozí rok umístila na druhé příčce. V roce 2019 Retino získalo investici od významných českých investorů Martina Rozhoně a Jiřího Hlavenky.